# Frans Baudoin
Frans Baudoin   (Leende, 16 de setembre de 1924 - Eindhoven, 24 de juliol de 2009) fou un pilot de motocròs neerlandès de renom internacional durant la dècada del 1950. Com a membre de l'equip dels Països Baixos participà en set edicions del Motocross des Nations, en una de les quals (1954) hi aconseguí la victòria individual a la primera mànega. A banda, l'equip neerlandès format per ell, Jan Clijnk i Hennie Rietman hi aconseguí el tercer lloc per països a l'edició de 1955.
Entre altres èxits destacats, fou segon al Gran Premi dels Països Baixos de 1953, puntuable par al Campionat d'Europa de 500 cc. També guanyà dos campionats dels Països Baixos de motocròs (1951 i 1954) i dues edicions del prestigiós Motocross der Azen (1948-1949).
Baudoin era oncle dels germans Karsmakers, cinc coneguts pilots de motocròs. Un d'ells, Pierre, va triomfar als EUA durant la dècada del 1970 i Baudoin li va fer d'entrenador, tant a Europa com als EUA.